# Rosie (Fairport Convention)
| Recensione              | Giudizio      |
| ----------------------- | ------------- |
| AllMusic                | [ 2 ]         |
| Sputnikmusic            | 2.5 (Average) |
| Piero Scaruffi          | [ 4 ]         |
| Dizionario del Pop-Rock | [ 5 ]         |
| 24.000 dischi           | [ 6 ]         |

Rosie è l'ottavo album discografico del gruppo musicale di folk rock britannico dei Fairport Convention, pubblicato dalla casa discografica Island Records nel febbraio del 1973.
Durante le registrazioni dell'album il batterista Dave Mattacks si unì alla Albion Band, i Fairport dovettero sopperire a questo imprevisto ingaggiando in sedute diverse i batteristi Tim Donald e Gerry Conway.

## Tracce

### LP
Lato A
1. Rosie – 3:36 (Dave Swarbrick)
2. Matthew, Mark, Luke and John – 3:53 (Dave Pegg, Dave Swarbrick)
3. Knights of the Road – 3:53 (Trevor Lucas, Pete Roche)
4. Peggy's Pub – 2:24 (Dave Pegg)
5. The Plainsmen – 3:17 (Tradizionale, arrangiamento di Trevor Lucas; testi di Pete Roche)

Lato B
1. Hungarian Rhapsody – 3:12 (Dave Pegg)
2. My Girl – 5:13 (Dave Swarbrick)
3. Me with You – 3:38 (Dave Swarbrick)
4. The Hens March Through the Midden & the Four Poster Bed – 2:48 (Tradizionale, arrangiamento Fairport Convention)
5. Furs and Feathers – 4:32 (Dave Swarbrick)

### CD
Edizione CD del 2004, pubblicato dalla Island Records (982 150-2)
1. Rosie – 3:36 (Dave Swarbrick)
2. Matthew, Mark, Luke & John – 3:53 (Dave Pegg, Dave Swarbrick)
3. Knights of the Road – 3:53 (Lucas, Roche)
4. Peggy's Pub – 2:24 (Dave Pegg)
5. The Plainsmen – 3:17 (Tradizionale, arrangiamento di Trevor Lucas; testi di Pete Roche)
6. Hungarian Rhapsody – 3:12 (Dave Pegg)
7. My Girl – 5:13 (Dave Swarbrick)
8. Me with You – 3:38 (Dave Swarbrick)
9. The Hens March Through the Midden & the Four Poster Bed – 2:48 (Tradizionale, arrangiamento Fairport Convention)
10. Furs and Feathers – 4:32 (Dave Swarbrick)
11. Matthew, Mark, Luke & John – 5:39 (Dave Pegg, Dave Swarbrick, Dave Mattacks, Richard Thompson, Simon Nicol) – Traccia bonus - Registrato dal vivo il 23 aprile 1973 al The Howff di Londra
12. The Hens March Through the Midden & the Four Poster Bed – 2:48 (Tradizionale, arrangiamento Fairport Convention) – Traccia bonus - Registrato dal vivo il 23 aprile 1973 al The Howff di Londra
13. Rosie – 4:03 (Dave Swarbrick) – Traccia bonus - Registrato dal vivo il 23 aprile 1973 al The Howff di Londra
14. The Claw – 2:05 (Jerry Reed) – Traccia bonus - Registrato dal vivo il 23 aprile 1973 al The Howff di Londra
15. Furs and Feathers – 4:53 (Dave Swarbrick) – Traccia bonus - Registrato dal vivo il 23 aprile 1973 al The Howff di Londra

## Formazione
- Jerry Donahue - chitarra elettrica, chitarra acustica, voce
- Trevor Lucas - chitarra acustica, voce
- David Swarbrick - fiddle, mandolino, voce
- Davey Pegg - basso, mandolino, voce
- Dave Mattacks - batteria, percussioni

Altri musicisti
- Sandy Denny - voce (brano: Rosie)
- Linda Peters - voce (brano: Rosie)
- Richard Thompson - chitarra elettrica, chitarra acustica (brano: Rosie)
- Ralph McTell - chitarra acustica (brano: Me with You)
- Gerry Conway - batteria (brani: Rosie, Kinghts of the Road e My Girl)
- Timi Donald - batteria (brani: Matthew, Mark, Luke and John, Hungarian Rhapsody e My Girl)
- The Swarbrick Brothers (Dave, Cyril e Eric) - voci (brano: Me with You)

Note aggiuntive
- Trevor Lucas - produttore
- Registrazioni effettuate al Sound Techniques di Londra (Inghilterra)
- John Wood - ingegnere delle registrazioni
- Mick Haggerty - design copertina album[7]